# Pista d'Arcalís
La Pista d'Arcalís és una antiga pista rural reconvertida en carretera local asfaltada, bastant estreta, que discorre pel terme municipal de Soriguera, al Pallars Sobirà, a l'antic terme d'Estac), entre els pobles de Baro i d'Arcalís.
Arrenca de Baro cap al sud, travessant la Noguera Pallaresa pel Pont d'Arcalís. De seguida comença un seguit de ziga-zagues per tal d'anar guanyant alçada, fins que, salvant un desnivell de 136 m alt, arriba en 1,9 quilòmetres a Arcalís.